# Річкова акула борнеоська
Річкова акула борнеоська (Glyphis fowlerae) — акула з роду Річкова акула родини сірі акули.

## Опис
Загальна довжина досягає 77,8 см. Голова середнього розміру. Морда коротка, широка, округла. Очі маленькі з мигательною перетинкою. Очі розташовані з боків голови. Бризкальця відсутні. Ніздрі мають великі овальні отвори. Відстань від рота до ніздрі у 1,1-1,6 рази більше ширини ніздрів. Губи мають великі борозни. Рот великий, широкий, сильно зігнутий. У передньому рядку на обох щелепах по 13-15 зубів. Загалом на верхній щелепі розташовано 28-31 зубів, на нижній — 29-32. Зуби на нижній щелепі вузькі з гострою верхівкою. Зуби на верхній щелепі мають з боків зубчики. У неї 5 пар зябрових щілин, з яких 3 перші однакового розміру, 4 щілина у 0,85 рази більше 3-ї, а 5 — у 2,18. Тулуб товстий, масивний. шкіряна луска розташована не щільно. Вона має 3 короткі зубчики. Осьовий скелет нараховує 196–209 хребців. Грудні плавці короткі, широкі, трохи закруглені на кінчиках. Їх передній край трохи опуклий. Має 2 спинних плавця, де перший у 1,4-1,9 рази більше за задній. Хребтове узвишшя між спинними плавцями відсутнє. Перший спинний плавець з увігнутим заднім краєм. Розташовано позаду грудних плавців. Задній — навпроти анального, який майже дорівнює задньому спинному плавцю. Хвостовий плавець гетероцеркальний. Хвостове стебло товсте, округле, гексагональне.
Забарвлення спини та боків сіре або темно-сіре. Черево має білий колір. Очі темно-чорного кольору.

## Спосіб життя
Тримається річкових гирл та річовищ, місцин з низькою солоністю та прісною водою. Воліє до мулистого ґрунту й нижніх банок. Живиться переважно костистими рибами та ракоподібними.
Це живородна акула. Вагітність триває 6 місяців. Самиця народжує акуленят завдовжки 49-58 см.

## Розповсюдження
Мешкає у північно-східній частині о. Борнео (Калімантан) — в провінції Сабах (Малайзія).